# Agnès Riverin
Agnès Riverin, née le 12 mai 1958 à Chicoutimi, est une poète et artiste visuelle québécoise.

## Biographie
En plus de cumuler une trentaine d'expositions solo ainsi que plusieurs œuvres d'intégration des arts à l'architecture, Agnès Riverin participe à des événements littéraires tels que des récitals de poésie et des ateliers de poésie,,,. Plusieurs de ses oeuvres font partie de collections publiques et privées,.
En poésie, elle fait paraître Une traversée à l'estime (Écrits des Forges, 2001) ainsi que Ce tremblement singulier (Éditions du Noroît, 2007). Elle publie également un livre d'artiste qui s'intitule Poème rouge, en collaboration avec le Centre Sagami (A.Riverin, 2000) ainsi qu'un livre audio, Une île près de l'oeil, avec des photographies de Jean-Pierre Malo et la musique de France Andrée Sevillano (Planète rebelle, 2009),.
Riverin est finaliste des Prix littéraires de Radio Canada (2008, 2015).
Elle est membre de l'Union des écrivaines et des écrivains québécois.

## Œuvres

### Poésie
- Une traversée à l'estime, Trois-Rivières, Écrits des Forges, 2001, 62 p. (ISBN 2-89046-614-0)
- Ce tremblement singulier, Montréal, Éditions du Noroît, 2007, 94 p. (ISBN 978-2-89018-614-9)

### Livre d'artiste
- Poème rouge, en collaboration avec le Centre Sagami, Québec, A.Riverin, 2000, 1 emboîtage. (ISBN 2-9807086-0-7)

### Livre audio
- Une île près de l'oeil, avec des photographies de Jean-Pierre Malo et la musique de France Andrée Sevillano, Montréal, Planète rebelle, 2009, n.p. (ISBN 978-2-922528-96-1)

## Prix et honneurs
- 2008 - Finaliste : Prix littéraires de Radio Canada
- 2015 - Finaliste : Prix littéraires de Radio Canada[7]